# Зайцев, Николай Андреевич
Николай Иванович Зайцев (22 февраля 1914 — 1 мая 1980) — командир отделения связи 366-го стрелкового полка (126-я стрелковая дивизия, 43-я армия, 3-й Белорусский фронт), старший сержант.

## Биография
Николай Иванович Зайцев родился в городе Горловка Екатеринославской губернии в семье рабочего. Окончил 7 классов школы, работал электриком на химическом заводе, после — проходчиком на шахте Никитовского ртутного комбината, занимавшегося добычей киновари.
В 1936—1938 годах проходил службу в Красной армии.
В Великую Отечественную войну 15 сентября 1943 года был вновь призван в Красную армию Железнянским райвоенкоматом Сталинской области.
Старший телефонист 366-го стрелкового полка (126-я стрелковая дивизия, 2-я гвардейская армия, 4-й Украинский фронт) рядовой Зайцев 8 — 9 апреля 1944 года у крымского села Пятихатка под огнём противника устранил вышедшего из строя помощника командира взвода, в уличных боях уничтожил 4 солдат противника. Приказом по дивизии от 18 апреля 1944 года он был награждён орденом Славы 3-й степени.
Помощник командира взвода связи 366-го стрелкового полка (1-й Прибалтийский фронт) красноармеец 3айцев в бою 17 августа 1944 на реке Вента в 24 км юго-западнее города Шяуляй в Литве, командуя бойцами, 30 минут удерживал высоту от наседавшего противника, лично уничтожил 12 солдат противника, дал возможность стрелковому подразделению занять выгодную позицию. Приказом по 2-й гвардейской армии от 18 октября 1944 года он был награждён орденом Славы 2-й степени.
Командир отделения связи 366-го стрелкового полка (3-й Белорусский фронт) старший сержант 3айцев 24 — 25 января 1945 года северо-восточнее города Кёнигсберг под огнём противника устранил 32 порыва на линии связи, чем обеспечил непрерывное управление боевыми действиями. Заменил выбывшего из строя командира взвода. В бою лично уничтожил 12 солдат противника. Указом Президиума Верховного Совета СССР от 24 марта 1945 года он был награждён орденом Славы 1-й степени.
В боях за Кёнигсберг 8 — 9 апреля 1945 года старшина Зайцев, обеспечивая командира батальона связью со стрелковыми ротами, проверял линии связи и устранял обрывы и повреждения, заменяя вышедшего из строя линейного надсмотрщика. Командир батальона ни разу не мог пожаловаться на отсутствие связи с ротами. Обследуя линию возле зоологического сада Зайцев заметил снайпера, стрелявшего в солдат из подвального окна. Незаметно подобравшись к окну, Зайцев кинул в него 2 гранаты. Разрывами гранат были убиты 2 солдата противника, а 9 солдат сдались в плен. Приказом по 43-й армии от 30 апреля 1945 года он был награждён орденом Красной Звезды.

## Память
Николай Андреевич Зайцев демобилизовался в 1945 году, вернулся на родину, жил в Горловке. Работал на шахте имени Юрия Алексеевича Гагарина.
Скончался он 1 мая 1980 года.